# Трайко Зойката
Трайко Вълчев Зойката е български революционер, прилепски районен войвода на Вътрешната македоно-одринска революционна организация.

## Биография
Трайко Вълчев е роден в прилепското село Живово, тогава в Османската империя. Семейството му е избито от гръцки андарти. Присъединява се към редовете на ВМОРО и става нелегален четник при Иван Смичков. Заедно с Марко Христов от Витолище убиват селския шпионин Трайко Бегот, а по-късно край Полчище убиват Васил и Мерко от гъркоманската андартска чета на Стоян Цицов. В 1908 година е войвода в Мариово. След Младотурската револция се легализира, но убива един бей и отново става нелегален.
Умира през 1937 година в родното си село.